# Margaret Turner Clarke
Margaret Turner Clarke, född 1836, död 1887, var en australisk sjuksköterska.
Hon var dotter till Charles McLachlan och Isabella Dick, gifte sig med kapten John Lunan Wilkie och bosatte sig med honom i Australien under hans tjänstgöring där. Under tiden i Australien engagerade hon sig i missförhållandena i guldfälten. Hon återvände till England efter makens död 1862 och utbildade sig där till sjuksköterska under Florence Nightingale. 1865 återvände hon till Australien, där hon grundade och drev Visiting Relief Society för att förbättra förhållandena för guldletarna i Australien. Hon engagerade sig också för engelska kyrkan i Australien. 1882 var hon en av grundarna av Home and Training School for Nurses i Sydney. 